# Leșile (okręg Dolj)
Leșile – wieś w Rumunii, w okręgu Dolj, w gminie Șimnicu de Sus. W 2011 roku liczyła 374 mieszkańców.